# エスケープ・ルーム
『エスケープ・ルーム』（Escape Room）は2019年のアメリカ合衆国のホラー映画。監督はアダム・ロビテル、主演はテイラー・ラッセルが務めた。

## ストーリー
ある日、6人の男女の下に脱出ゲームの招待状が届いた。6人は賞金の1万ドルに釣られてゲームに参加することにしたが、ゲームの舞台となるビルにはデス・トラップが仕掛けられていた。招待状の送り主は6人の命を狙っていたのである。恐怖に震える6人だったが、生き残りを賭けて一致団結することにした。

## キャスト
※括弧内は日本語吹替声優。
- ゾーイ・デイヴィス: テイラー・ラッセル（花澤香菜）
- ベン・ミラー: ローガン・ミラー（英語版）（浪川大輔）
- アマンダ・ハーパー: デボラ・アン・ウォール（小若和郁那）
- マイク・ノーラン: タイラー・ラビーン（松川裕輝）
- ジェイソン・ウォーカー: ジェイ・エリス（英語版）（鈴木達央）
- ダニー・カーン: ニック・ドダニ（榎木淳弥）
- リー刑事: ケネス・フォク
- ゲームマスター: ヨリック・ヴァン・ヴァーヘニンゲン
- ゲイブ: アダム・ロビテル（クレジットなし）

## 製作
2017年8月9日、アダム・ロビテル監督の新作映画『The Maze』にデボラ・アン・ウォール、ローガン・ミラー、テイラー・ラッセルが起用される見込みだと報じられた。9月22日、タイラー・ラビーンとニック・ドダニの出演が決まったとの報道があった。本作の主要撮影は同年中に南アフリカ共和国で行われた。

## 公開・マーケティング
2018年1月、ロビテル監督は本作の公開日が2018年9月になるだろうという主旨の発言をした。5月、本作のタイトルが『The Maze』から『Escape Room』に変更され、全米公開日が2018年11月30日に決定したと報じられた。その後、本作の全米公開日は2019年2月1日→同年1月4日と変更されていった。10月19日、本作の予告編が公開された。

## 興行収入
本作は公開初週末に1200万ドル前後を稼ぎ出すと予想されていたが、実際の数字はそれを上回るものであった。2019年1月4日、本作は全米2717館で公開され、公開初週末に1823万ドルを稼ぎ出し、週末興行収入ランキング初登場2位となった。

## 評価
本作に対する批評家の評価は平凡なものに留まっている。映画批評集積サイトのRotten Tomatoesには67件のレビューがあり、批評家支持率は52%、平均点は10点満点で5.2点となっている。サイト側による批評家の見解の要約は「『エスケープ・ルーム』はそのアイデアが持つポテンシャルの多くを活かすことに失敗したが、サスペンス映画ファンのちょっとした娯楽になれるだけのスリルと緊張感はある。」となっている。また、Metacriticには18件のレビューがあり、加重平均値は49/100となっている。なお、本作のCinemaScoreはBとなっている。

## 続編
2019年2月25日、本作の続編が製作されることになり、ロビテル監督も続投すると報じられた。10月3日、ラッセルとミラーの続投も決まったとの報道があった。18日、残りの主要キャストが発表された。
本作の続編『Escape Room: Tournament of Champions』は2021年7月16日に全米公開された。